# 哈里利亚
哈里利亚，是西班牙埃斯特雷马杜拉卡塞雷斯省的一个市镇。总面积29平方公里，2001年普查人口總數為156人，人口密度為每平方公里5人。